# Баклейчев, Владимир Анатольевич
Владимир Анатольевич Бакле́йчев (бел. Уладзімір Анатольевіч Баклейчаў) (родился в 1947 году в Бердичеве, Украинская ССР, СССР) — диктор Белорусского радио и телевидения. Знаменит тем, что практически с момента открытия его голосом объявляются названия большинства станций в поездах Минского метрополитена.

## Биография
Родился в 1947 году в Бердичеве Житомирской области. Его отец — Анатолий — в Великую Отечественную воевал на Малой земле.
В возрасте 10 лет вместе с родителями переехал в Минск, где окончил среднюю школу № 48. Именно там у подрастающего Вовы обнаружились актёрские способности — он очень хорошо играл на баяне и выступал на сцене ученического театра. Получив аттестат о среднем образовании, подал документы в театральный институт. Успешно пройдя все этапы, в 1965 году Баклейчев поступил в театрально-художественный институт на специальность «актёр театра и кино». Отбор проводил Дмитрий Орлов. После его окончания молодого актёра взяли на работу в театр юного зрителя. Актёрскому ремеслу нужна была полная отдача, а через несколько лет в семье появилось двое детей, поэтому работу в театре со временем пришлось прекратить. В это время Владимир Анатольевич уже подрабатывал на телевидении — вёл молодёжные программы. Подружился с диктором Ильёй Курганом и по его совету попробовал свои силы в качестве диктора радио. Руководство прослушало запись, и в 1974 году Баклейчева взяли на работу.
Так, с 1974 года и по настоящее время Владимир Анатольевич Баклейчев преданно «служит» белорусскому радио, очень любя свою профессию. Вначале вёл молодёжные и детские передачи, выпуски новостей, концерты. На ТВ вёл программу «Ветер странствий» про туризм и путешествия по республике. Приходилось выходить и в прямой эфир — вести репортажи с парадов и демонстраций.
В данный момент работает на Первом Национальном канале Белорусского радио диктором. Ведёт передачи «Беларусь-Россия», «Ретро» и др.
Помимо всего прочего, записал несколько аудиокниг. Среди них — «Пешка в большой игре», «Проходная пешка». Также в 2001 году озвучил программу «Тайные пружины политики» на телеканале БТ (ныне Беларусь-1).

## Личная жизнь
В 1968 году, после долгой дружбы со школьной скамьи, Владимир женился на возлюбленной Люде. В 2012 году Людмилы Баклейчевой не стало. У Владимира Анатольевича остались дети — Диана (1974 г. р.) и сын Дмитрий (1971 г. р.). Есть внуки — Анастасия (1996 г. р.) и Всеволод (2004 г.р.).

## Награды
- Медаль Франциска Скорины (2006) — за высокие достижения в своей деятельности[6].